# Богомил Нонев
Богомил Николов Нонев е български литератор, журналист, дипломат и общественик.

## Биография
Роден е на 17 февруари 1920 г. в София. Завършва класическия отдел на I мъжка гимназия, славянска филология и философия в Софийския университет. Литературната му дейност започва още през 1937 – 38 г. на страниците на най-известните списания „Златорог“ и „Изкуство и критика“, вестниците „Дъга“, „София“, „Светлоструй“ и други.
По време на Отечествената война (1944 – 1945 г.) е военен кореспондент. Кореспондент е на в. „Отечествен фронт“ в Белград, аташе по културата и печата в посолството на България в Белград (1947 – 1950 г.). През 1951 – 1953 г. е председател на Сценарната комисия при Комитета за кинематографи. В периода 1954 – 1968 г. е главен редактор на сп. „Наша родина“. В периода 1966 – 1968 г. Богомил Нонев е директор на Българското радио и генерален директор на Българското радио и телевизия. Оглавява отдел „Печат и информация“ при Министерството на външните работи. От 1972 – 1976 г. е посланик на България в Тунис. През 1979 – 1982 г. е на длъжността съветник в Министерския съвет. Бил е председател на Българския ПЕН център (1990 – 1994).
Най-популярните му книги са „Добрите пътища", „Откриване на неочакваното", „Студено лято", „Строги нощи", „Брод през времето", „Облекло официално", „Приятели на прилива", „Ограбване на тишината", „Критически страници", „Критическа летопис" и други. Негови книги са преведени на френски, немски, руски, чешки, унгарски, румънски, испански, португалски. Автор е на сценарии за документални филми, съставител на фотоалбуми, редактор на сборници с поезия, публицистика и литературна критика.
Носител е на голямата награда за художествен пътепис на FIJET (Федерация на писателите и журналистите по туризма), за най-добър туристически филм („Рилската обител") в Париж, тунизийски орден „Grand Officier l’ordre de la Republique“, португалски орден „Grand Oficial do ordem do infante D. Henrigue“, орден за заслуги на Международния олимпийски комитет, наградите на СБП, СБЖ, Град София и други.